# Зара Уайтс
Зара Уайтс (нидерл. Zara Whites), настоящее имя Эстер Койман (Esther Kooiman, род. 8 ноября 1968 в 'с-Гравендел, Хуксевард, Южная Голландия, Нидерланды) — бывшая порноактриса, блогер, обладательница премии Hot d’or.
Написала две автобиографии; в настоящее время известна как Эстер Спинсер.

## Биография
Рано бросила школу и стала жить со своим бойфрендом, когда ей было 17 лет. В позднем подростковом возрасте работала барменом, в возрасте 19 лет — проституткой в двух мужских клубах в Роттердаме.
Начала карьеру в 1989 году. В том же году переехала в Италию, выступая в роли ragazza cin cin (танцовщицы топлес с полным контактом) на телешоу Colpo Grosso. В 1990 году дебютирует в порнографических съемках в США в БДСМ-видео The Challenge (1990), режиссёр Брюс Севен.
В 1991 году переезжает в Париж и работает девушкой по вызову. Также фотографируется для таких журналов, как Playboy (хотя фотографии в феврале 1992 года были опубликованы только в голландском издании) и Penthouse (где она дебютировала в марте 1990 года как «Эми Кристенсен») и появляется в журнале Hustler в апреле 1991 года. Вскоре Зара стала главной порнозвездой в США. Также она работала с режиссёром Эндрю Блейком. После короткой, но успешной карьеры в порно, Зара решила уйти в отставку. В период с 1990 по 1992 год она снялась в 73 порнографических фильмах как в Европе, так и в США. В начале 1990-х годов Зара возвращается в Париж.

## Награды
- Hot d'Or: лучшая иностранная актриса 1992
- Hot d’Or d’Honneur 1994

## Фильмография
Снялась в 73 порнографических и других фильмах, в том числе:
- Challenge (1989)
- Anal Nation 1 (1990)
- As Dirty as She Wants to Be (1990)
- Bruce Seven’s Most Graphic Scenes 1 (1990)
- Buttman’s Ultimate Workout (1990)
- Catalina Five-0: Sabotage (1990)
- Catalina Five-0: Tiger Shark (1990)
- Catalina Five-0: Undercover (1990)
- Desire (1990)
- Gorgeous (1990)
- House of Dreams (1990)
- Model Wife (1990)
- Secrets (1990)
- Adult Video News Awards 1991 (1991)
- Amy Kooiman (1991)
- Beach Party (1991)
- Blue Angel (1991)
- Buttman’s European Vacation 1 (1991)
- Casual Sex (1991)
- Crossing Over (1991)
- Curse of the Cat Woman (1991)
- Heavy Petting (1991)
- Indiscretions (1991)
- Italian Inferno (1991)
- Journey into Darkness (1991)
- Kiss it Goodbye (1991)
- Lady Vices (1991)
- Leather Dreams (1991)
- Lethal Woman (1991)
- Mark Of Zara (1991)
- More Dirty Debutantes 7 (1991)
- Mystery of Payne (1991)
- Nurse Nancy (1991)
- Object of Desire (1991)
- Obsession (1991)
- Postcards From Abroad (1991)
- Potere (1991)
- Private Affairs 1 (1991)
- Sophisticated Lady (1991)
- Titillation 3 (1991)
- Wicked Fascination (1991)
- Zara’s Revenge (1991)
- Adult Video News Awards 1992 (1992)
- Andrew Blake’s Girls (1992)
- Bad Girls 2 (1992)
- Buttman’s Butt Freak 1 (1992)
- French Open (1992)
- Tutta una vita (1992)
- Ready Willing And Anal (1992)
- Secret Fantasies 2 (1992)
- Spellbound (1992)
- Taste of Zara (1992)
- Best of Andrew Blake (1993)
- Compendium Of Bruce Seven’s Most Graphic Scenes 2 (1993)
- Compendium Of Bruce Seven’s Most Graphic Scenes 4 (1993)
- Naughty Nurses (1993)
- Sarah Young’s Private Fantasies 17 (1993)
- Legend (1995)
- Amsterdam Nights 2 (1996)
- Triple X 15 (1996)
- Buttman’s Award Winning Orgies (1997)
- Lovin' Spoonfuls 9: More Best of Dirty Debutantes (1997)
- Sextasy 9: Eager Beavers (1998)
- Betisier du X 1 (1999)
- Dresseuse (1999)
- Entre femmes (1999)
- Lovin' Spoonfuls 25 (1999)
- Buttman’s Early Scenes with Rocco (2000)
- Divina (2001)
- Dirty Debutantes: Best Scenes 2 (2004)
- Great White North 1 (2005)
- Four Legged Frolic (2006)
- Swedish Erotica 92 (2007)
- Gallop on His Pole (2008)

## Работы
- Zara Whites (1992). Ma vie et mes fantasmes — Jean-Claude Lattès — ISBN 2-7096-1147-3 (на французском).
- Zara Whites (2006), Je suis Zara Whites mais je me soigne — Jean-Claude Gawsewitch — ISBN 2-35013-054-1 (на французском).

## Кампания за права животных
Выступала в различных французских телевизионных программах по таким вопросам, как парламентские выборы и вегетарианская кухня в качестве активиста по защите прав животных и вегетарианцев. 10 июля 2007 года прошла обнаженной через Роттердам в качестве рекламного хода для PETA.
В 2006 году опубликовала свою автобиографию под названием Je suis Zara Whites mais je me soigne.
Была выдвинута на французской избирательной кампании 2007 года под именем Эстер Спинсер (Esther Spincer).

## Политические взгляды
В 2011 году Эстер Куйман становится Национальным секретарем Независимого экологического альянса.
В 2012 году она создала свою собственную ассоциацию, LINK, чтобы понять взаимосвязь между пищевым поведением человека и его влиянием на жизни животных.
В 2017 году, во время выборов в законодательные органы, она баллотируется в восьмом избирательном округе Ивелин от Независимого альянса экологов. После первого раунда собирает 1,61 % голосов.

## Прочие факты
Зара упоминается в песне The One немецкой хип-хоп группы The Company.
Имеет двойное (французское и голландское) гражданство. Живёт в Иль-де-Франс с двумя детьми.